# Koblach
Koblach là một đô thị thuộc huyện Feldkirch, Vorarlberg, Áo. Đô thị Koblach có diện tích 10,24 km², dân số thời điểm năm 2006 là 4182 người.